# 10e cérémonie des Central Ohio Film Critics Association Awards
La 10e cérémonie des Central Ohio Film Critics Association Awards, décernés par la Central Ohio Film Critics Association, a eu lieu le 5 janvier 2012, et a récompensé les films réalisés l'année précédente.

## Palmarès

### Top 10 des meilleurs films
1. Drive
2. Martha Marcy May Marlene
3. Take Shelter
4. Melancholia
5. The Descendants
6. Minuit à Paris (Midnight in Paris)
7. The Tree of Life
8. The Artist
9. Millénium, les hommes qui n'aimaient pas les femmes (The Girl with the Dragon Tattoo)
10. Hugo Cabret (Hugo)

### Meilleur réalisateur
- Nicolas Winding Refn pour Drive
  - Lars von Trier pour Melancholia

### Meilleur acteur
- Michael Shannon pour le rôle de Curtis LaForche dans Take Shelter
  - Ryan Gosling pour le rôle du conducteur dans Drive

### Meilleure actrice
- Elizabeth Olsen pour le rôle de Martha dans Martha Marcy May Marlene
  - Charlize Theron pour le rôle de Mavis Gary dans Young Adult

### Meilleur acteur dans un second rôle
- Christopher Plummer pour le rôle de Hal dans Beginners
  - Albert Brooks pour le rôle de Bernie Rose dans Drive

### Meilleure actrice dans un second rôle
- Shailene Woodley pour le rôle d'Alex King dans The Descendants
  - Jessica Chastain pour le rôle de Mme O'Brien dans The Tree of Life

### Meilleure distribution
- La Taupe (Tinker Tailor Soldier Spy)
  - The Descendants

### Acteur de l'année
(pour l'ensemble de son travail en 2011)
- Jessica Chastain – L'Affaire Rachel Singer (The Debt), Coriolanus, La Couleur des sentiments (The Help), Take Shelter, Killing Fields (Texas Killing Fields) et The Tree of Life
  - Ryan Gosling – Crazy, Stupid, Love, Drive et Les Marches du pouvoir (The Ides of March)

### Artiste le plus prometteur
- Nicolas Winding Refn – Drive (réalisateur)
  - Jessica Chastain – L'Affaire Rachel Singer (The Debt), Coriolanus, La Couleur des sentiments (The Help), Take Shelter, Killing Fields (Texas Killing Fields) et The Tree of Life (actrice)

### Meilleur scénario original
- Source Code – Ben Ripley
  - Minuit à Paris (Midnight in Paris) – Woody Allen

### Meilleur scénario adapté
- Millénium, les hommes qui n'aimaient pas les femmes (The Girl with the Dragon Tattoo) – Steven Zaillian
  - Le Stratège (Moneyball) – Steven Zaillian et Aaron Sorkin

### Meilleure photographie
- The Tree of Life – Emmanuel Lubezki
  - Melancholia – Manuel Alberto Claro

### Meilleure musique de film
- Hanna – The Chemical Brothers
  - Millénium, les hommes qui n'aimaient pas les femmes (The Girl with the Dragon Tattoo) – Trent Reznor et Atticus Ross

### Meilleur film en langue étrangère
- Des hommes et des dieux •  France
  - La piel que habito •  Espagne

### Meilleur film d'animation
- Mission : Noël (Arthur Christmas)
  - Les Aventures de Tintin : Le Secret de La Licorne (The Adventures of Tintin : The Secret of the Unicorn)
  - Winnie l'ourson (Winnie the Pooh)

### Meilleur film documentaire
- La Grotte des rêves perdus (Cave of Forgotten Dreams)
  - Le Projet Nim (Project Nim)

### Meilleur film passé inaperçu
- Margaret
  - Beginners
  - Des hommes et des dieux •  France